# Liga Super
La Liga Super, nota per ragioni di sponsorizzazione come CIMB Liga Super (secondo un accordo commerciale con la banca CIMB), è la massima serie del campionato malaysiano di calcio, organizzato dalla Federazione calcistica della Malaysia.
Introdotta nel 2004, fino al 2006-2007 vedeva la partecipazione di 8 squadre. Negli anni seguenti ha partecipato un numero di squadre variabile fra 12, 13 e 14.

## Formato
Le squadre si affrontano in un girone all'italiana con partite di andata e ritorno. Fino al 2021 le ultime due classificate retrocedevano nella Liga Premier, abolita nel 2022. Dal 2023 l'ultima classificata retrocede nella Liga A1 Semi-Pro Malaysia.
Fino al 2007 ciascuna delle 8 squadre partecipanti affrontava tutte le altre tre volte per un totale di 21 partite. Nelle prime due parti del campionato (giornate 1-14) le squadre si affrontavano in casa e in trasferta, mentre nella terza parte (15-21) giocava in casa la squadra che nei precedenti scontri diretti aveva avuto più pubblico.

## Squadre
Stagione 2024-2025.
| Squadra             | Città           | Stadio                             | Capienza |
| ------------------- | --------------- | ---------------------------------- | -------- |
| Johor Darul Ta'zim  | Iskandar Puteri | Stadio Sultan Ibrahim              | 40 000   |
| Kedah               | Alor Setar      | Stadio Darul Aman                  | 32 000   |
| Kelantan Darul Naim | Kota Bharu      | Stadio Sultano Muhammad IV         | 22 000   |
| Kuala Lumpur City   | Cheras          | Stadio Kuala Lumpur                | 18 000   |
| Kuching City        | Kuching         | Stadio Sarawak State               | 26 000   |
| Negeri Sembilan     | Seremban        | Stadio Tuanku Abdul Rahman         | 45 000   |
| PDRM                | Selayang        | Stadio Selayang                    | 16 000   |
| Penang              | George Town     | Stadio municipale di Penang        | 20 000   |
| Perak               | Ipoh            | Stadio Perak                       | 42 500   |
| Sabah               | Kota Kinabalu   | Stadio Likas                       | 35 000   |
| Selangor            | Petaling Jaya   | Stadio Petaling Jaya               | 25 000   |
| Sri Pahang          | Temerloh        | Stadio Temerloh Mini               | 10 000   |
| Terengganu          | Kuala Nerus     | Stadio Sultano Mizan Zainal Abidin | 50 000   |

## Albo d'oro
- 1982:  Penang
- 1983:  Malacca
- 1984:  Selangor
- 1985:  LionsXII
- 1986:  Kuala Lumpur
- 1987:  Sri Pahang
- 1988:  Kuala Lumpur
- 1989:  Selangor
- 1990:  Selangor
- 1991:  Johor FA
- 1992:  Sri Pahang
- 1993:  Kedah
- 1994:  LionsXII
- 1995:  Sri Pahang
- 1996:  Sabah
- 1997:  Sarawak
- 1998:  Penang
- 1999:  Sri Pahang
- 2000:  Selangor
- 2001:   Penang
- 2002:  Perak
- 2003:  Perak
- 2004:  Sri Pahang
- 2005:  Perlis
- 2005-2006:  Negeri Sembilan
- 2006-2007:  Kedah
- 2007-2008:  Kedah
- 2009:  Selangor
- 2010:  Selangor
- 2011:  Kelantan
- 2012:  Kelantan
- 2013:  LionsXII
- 2014:  Johor Darul Ta'zim
- 2015:  Johor Darul Ta'zim
- 2016:  Johor Darul Ta'zim
- 2017:  Johor Darul Ta'zim
- 2018:  Johor Darul Ta'zim
- 2019:  Johor Darul Ta'zim
- 2020:  Johor Darul Ta'zim
- 2021:  Johor Darul Ta'zim
- 2022:  Johor Darul Ta'zim
- 2023:  Johor Darul Ta'zim
- 2024-2025:  Johor Darul Ta'zim

## Vittorie per squadra
| Club                         | Vittorie | Secondi posti | Stagioni vittorie                                                |
| ---------------------------- | -------- | ------------- | ---------------------------------------------------------------- |
| Johor Darul Ta'zim           | 11       | -             | 2014, 2015, 2016, 2017, 2018, 2019, 2020, 2021, 2022, 2023, 2025 |
| Selangor                     | 6        | 5             | 1984, 1989, 1990, 2000, 2009, 2010                               |
| Sri Pahang                   | 5        | 7             | 1987, 1992, 1995, 1999, 2004                                     |
| Kedah                        | 3        | 6             | 1993, 2007, 2008                                                 |
| Penang                       | 3        | 3             | 1982, 1998, 2001                                                 |
| LionsXII                     | 3        | 4             | 1985, 1994, 2013                                                 |
| Kuala Lumpur                 | 2        | 3             | 1986, 1988                                                       |
| Kelantan                     | 2        | 1             | 2011, 2012                                                       |
| Perak                        | 2        | 1             | 2002, 2003                                                       |
| Sarawak                      | 1        | 1             | 1997                                                             |
| Perlis                       | 1        | 1             | 2005                                                             |
| Negeri Sembilan              | 1        | 1             | 2006                                                             |
| Johor FA                     | 1        | 1             | 1991                                                             |
| Sabah                        | 1        | -             | 1996                                                             |
| Malacca                      | 1        | -             | 1983                                                             |
| Terengganu                   | -        | 4             | -----                                                            |
| Public Bank                  | -        | 1             | -----                                                            |
| Melaka                       | -        | 1             | -----                                                            |
| Template:Calcio Felda United | -        | 1             | -----                                                            |
| PKNS                         | -        | 1             | -----                                                            |

## Capocannonieri
| Stagione | Capocannoniere                              | Squadra                                         | Reti |
| -------- | ------------------------------------------- | ----------------------------------------------- | ---- |
| 2022     | Bergson                                     | Johor Darul Ta'zim                              | 29   |
| 2021     | Ifedayo Olusegun                            | Selangor                                        | 26   |
| 2020     | Ifedayo Olusegun                            | Selangor                                        | 12   |
| 2019     | Kpah Sherman                                | PKNS                                            | 14   |
| 2018     | Rufino Segovia                              | Selangor                                        | 19   |
| 2017     | Mohammed Ghaddar                            | Johor Darul Ta'zim Kelantan                     | 23   |
| 2016     | Jorge Pereyra Díaz                          | Johor Darul Ta'zim                              | 18   |
| 2015     | Dramane Traore                              | PDRM                                            | 19   |
| 2014     | Paulo Rangel                                | Selangor                                        | 16   |
| 2013     | Marlon James                                | ATM                                             | 16   |
| 2012     | Jean-Emmanuel Effa Owona Francis Forkey Doe | Negeri Sembilan Terengganu                      | 15   |
| 2011     | Abdul Hadi Yahya                            | Terengganu                                      | 20   |
| 2010     | Mohd Ashaari Shamsuddin                     | Terengganu                                      | 18   |
| 2009     | Mohd Nizaruddin Yusof                       | Perlis                                          | 18   |
| 2007-08  | Marlon James                                | Kedah                                           | 23   |
| 2006-07  | Keita Mandjou Mohd Shahrazen Said           | Perak DPMM                                      | 21   |
| 2005-06  | Keita Mandjou                               | Perak                                           | 17   |
| 2005     | Julio Cesar Rodrigues Zacharia Simukonda    | Sabah Perlis                                    | 18   |
| 2004     | Indra Putra Mahayuddin                      | Sri Pahang                                      | 15   |
| 2003     | Phillimon Chepita                           | Perlis                                          | 23   |
| 2002     | Muhamad Khalid Jamlus                       | Perak                                           | 17   |
| 2001     | Norizam Ali Hassan                          | Perak                                           | 13   |
| 2000     | Azizul Kamaluddin                           | Sri Pahang                                      | 12   |
| 1999     | Azman Adnan                                 | Penang                                          | 13   |
| 1998     | Vyatcheslav Melnikov                        | Sri Pahang                                      | 17   |
| 1997     | László Répási                               | Perak                                           | 19   |
| 1996     |                                             |                                                 |      |
| 1995     | Scott Ollerenshaw                           | Sabah                                           | 22   |
| 1994     | Mohd Hashim Mustapha                        | Kelantan                                        | 25   |
| 1993     |                                             |                                                 | -    |
| 1992     |                                             |                                                 | -    |
| 1991     | Abbas Saad                                  | Johor FA                                        | 11   |
| 1990     | Alistair Edwards                            | Singapore - Federazione calcistica di Singapore | -    |
| 1989     |                                             |                                                 | -    |
| 1988     | Fandi Ahmad                                 | Kuala Lumpur                                    | -    |
| 1987     |                                             |                                                 | -    |
| 1986     |                                             |                                                 | -    |
| 1985     |                                             |                                                 | -    |
| 1984     |                                             |                                                 | -    |
| 1983     |                                             |                                                 | -    |
| 1982     |                                             |                                                 | -    |